# Dyrnwch
Dyrnwch, Beiname „der Riese“, auch Diwrnach, Beiname „der Ire“, Dyrnog, Tyrnog, irisch Diugurach, ist eine Sagengestalt aus der walisischen Mythologie.

## Mythologie und Etymologie
In der Erzählung Kulhwch ac Olwen („Die Geschichte von Kulhwch und Olwen“) wird berichtet, dass Olwens Vater, der Riese Ysbaddaden, dem Freier Kulhwch einige schwere Aufgaben stellt, bevor er um seine Tochter werben darf. Mit Hilfe von König Arthur und einigen Begleitern löst er sie schließlich alle.
Eine der Aufgabe ist, den Kessel des irischen Riesen Dyrnwch, im Text Diwrnach genannt, für das Hochzeitsmahl zu erringen. Dieser Kessel hat die mythische Bedeutung, böse von guten Menschen unterscheiden zu können. Für schlechte Menschen kocht er kein Essen, bei den anderen ist er schnellstens mit einer Speise fertig. Diwrnach weigert sich, den Kessel herzugeben.
„Weiß Gott, selbst wenn es ihn glücklich macht, nur einen Blick auf den Kessel zu werfen, er wird ihm nicht zuteil werden.“
Deshalb entwendet Bedwyr fab Bedrawg den Kessel und lässt ihn wegbringen. Seine Gefährten töten Diwrnach und alle Iren, die um den Kessel kämpfen wollen. Obwohl Verstärkung anrückt, kann Arthur mit seinen Mannen sein Schiff Prydwen erreichen und nach Britannien zurücksegeln, wo sie im Haus von Llwydeu ap Cilcoed einkehren. Dieser Kessel zählt zu den Tri Thlws ar Ddeg Ynys Prydain („Die dreizehn Schätze der Insel Britannien“).
Der kymrische Name Diwrnach wird vom irischen Diugurach abgeleitet, damit wird die irische Herkunft des Kesselbesitzers betont. Die walisischen Variationen Dyrnwch, Dyrnog oder Tyrnog in den Trioedd Ynys Prydein („Die Triaden der Insel Britannien“) sind Angleichungen an die irische Version des Namens.
Ursprünglich waren die Sagen vom Kessel Dyrnwchs und vom Kessel Diwrnachs getrenntes Erzählgut, in Culhwch ac Olwen wurden sie im Laufe der Zeit zu einem einzigen Mythos vereinigt.